# 신은경 (교육인)
신은경(申恩卿, 1958년 12월 23일~)은 대한민국의 아나운서 출신 정치인이다.

## 경력
- 1981년 KBS 아나운서
- 1981년~1992년 KBS 앵커
- 2003년 한세대학교 미디어영상학부 교수
- 2008년 청소년문화마을 이사
- 2011년 국민대학교 정치대학원 초빙교수
- 새누리당 당무위원
- 2013년 3월~ 차의과학대학교 의료홍보미디어학과 교수
- 2013년 3월 차의과학대학교 글로벌경영연구원 원장
- 2016년 3월~2018년 한국청소년활동진흥원 이사장

## 관련 인물
- 백지연

## 역대 선거 결과
| 실시년도 | 선거   | 대수 | 직책     | 선거구    | 정당       | 득표수   | 득표율          | 순위 | 당락 | 비고 |
| -------- | ------ | ---- | -------- | --------- | ---------- | -------- | --------------- | ---- | ---- | ---- |
| 2008년   | 총선   | 18대 | 국회의원 | 서울 중구 | 자유선진당 | 10,531표 | \| \| 20.55% \| | 3위  | 낙선 |      |
|          | 20.55% |      |          |           |            |          |                 |      |      |      |